# Вољена моја
Вољена моја (шп. Niña amada mía) мексичка је теленовела, продукцијске куће Телевиса, снимана 2003.
У Србији је приказивана током 2004. и 2005. на Трећем каналу Радио-телевизије Србије.

## Синопсис
У средишту приче налази се Исабела Соријано, прелепа, поносна и самовољна млада жена коју красе и одлике дарежљиве и племените. Завршила је предузетништво и бави се улагањима и пословима својега оца Клементеа, богатог земљопоседника. Радан и тврдоглав Клементе постао је удовац када су његове три кћери биле још девојчице па му је сада једина жеља да све три добро уда и да му, једнога дана, подаре унуке. Након смрти њихове мајке, за Исабелу, Дијану и Каролину бринула се одана домаћица Паз Гусман. Једину сметњу и опасност за породицу Паз види у Клементеовој новој, упола млађој жени Карини, за коју верује да се удала из користољубља. Али без обзира на њене сплетке, девојке одлуче да игноришу њене и жеље њиховог оца и да воде властите животе.
Исабела је у вези са Сесаром, тренером коња свога оца, али је заљубљена у Виктора, згодног и признатог ветеринара који је од ње старији пуних десет година. Иако је њихова љубав сваким даном све јача Исабела оставља Сесара пред олтаром, Виктор остаје у браку са Консуело, мајком својих девојчица - Химене и Пили. Велике проблеме у њиховој вези ствараће им Карина, која је опсесивно заљубљена у Виктора, баш као и Сесар који није спреман да се одрекне Соријановог богатства које би наследио браком.
Дијана Соријано, Клементеова средња ћерка, након завршеног школовања запошљава се у престижној архитектонској фирми и убрзо се заљуби у шефа, угледног 50-годишњег архитекту Октавија Уријартеа. Он јој узвраћа љубав упркос великој разлици у годинама и чињеници да је ћерка његовог највећег непријатеља. На крају, изгубљен између љубави и мржње, Октавио ће оженити дугогодишњу девојку Маријану, несвестан да Дијана чека његово дете.
Трећа и најмлађа кћи је Каролина Соријано, вечно безбрижна девојка. Вратила се са школовања у иностранству како би се удала за Рафаела, али изненадиће се када, након неколико година поново угледа Пабла, сина домаћице Паз, који сада ради као тренер коња.
Јунаци ове приче и овај ће пут имати непријатеље који ће њихову оданост, љубав, снагу и искреност ставити на најтежа искушења. Клементеови највећи непријатељи су Октавио Уријарте и његова мајка Сокоро, који мисле да је Клементе убио Серванда, Октавијеовог брата, како би задржао његову имовину и оженио се његовом удовицом. Са друге стране, Исабелу ће дочекати изненађење када од Паз успе да сазна нешто више о свом пореклу и о ономе шта се заиста догодило између Серванда и Клементеа пре 28 година.

## Улоге
| Глумац:            | Улога:                        |
| ------------------ | ----------------------------- |
| Серхио Гојри       | Виктор Изагире                |
| Кариме Лозано      | Исабела Соријано              |
| Ерик дел Кастиљо   | Клементе Соријано             |
| Ото Сирго          | Октавио Уријарте              |
| Мајрин Виљануева   | Дијана Соријано               |
| Лудвика Палета     | Каролина Соријано             |
| Роберто Баљестерос | Мелкор Аријета                |
| Мерседес Молто     | Карина                        |
| Антонио Медељин    | Пасквал                       |
| Исаура Еспиноса    | Паз                           |
| Сокоро Бониља      | Касилда                       |
| Мариагна Пратс     | Мариагна Пратс (сликарка)     |
| Луис Гатика        | Хорхе Еспарза                 |
| Сесилија Габријела | Консуело                      |
| Емилија Каранса    | Доња Сокоро                   |
| Норма Лазарени     | Худит                         |
| Еухенија Кадуро    | Хулија                        |
| Хуан Пабло Гамбоа  | Сесар Фабрегас Армандо Санчез |
| Пати Мартинез      | Трини                         |
| Мира Саведра       | Глорија                       |
| Роберто Дамико     | Уртадо                        |
| Арлет Пачеко       | Сулема                        |
| Фернандо Роблес    | Роблес                        |
| Поли               | Адвокат Ибањез                |
| Оскар Травен       | Алварадо                      |
| Рафаел дел Виљар   | Ландета                       |
| Ђовани Рамос       | Едгар                         |
| Ханина Хидалго     | Анхелес                       |
| Роберто Паласуелос | Рафаел                        |
| Хулио Манино       | Пабло                         |
| Хан                | Маурисио                      |
| Виктор Норијега    | Сервандо Уриате               |
| Јулијана Пениче    | Лус                           |
| Хорхе де Силва     | Ринго                         |
| Бибелот Мансур     | Чофи                          |
| Ситлали Галиндо    | Сусана                        |
| Оскар Ферети       | Орасио                        |
| Рамиро Торес       | Начо                          |
| Фернанда Родригез  | Химена                        |
| Виктор Луис Зунига | Хуанито                       |